# Eneopteroides bicolor
Eneopteroides bicolor är en insektsart som först beskrevs av Morgan Hebard 1928.  Eneopteroides bicolor ingår i släktet Eneopteroides och familjen syrsor. Inga underarter finns listade i Catalogue of Life.